# Axel Reimann

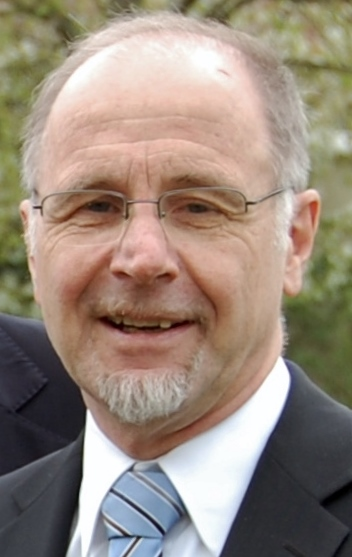
Axel Reimann

Axel Reimann (* 23. Juli 1951 in Berlin) war seit dem 1. Oktober 2005 Mitglied des Direktoriums der  Deutschen Rentenversicherung Bund und von April 2014 bis Dezember 2016 deren Präsident.

## Leben
Reimann wurde 1951 in Berlin geboren, wo er auch bis 1971 die Schule, zuletzt das Lilienthal-Gymnasium in Lichterfelde besuchte und anschließend bis 1977 Mathematik und Betriebswirtschaftslehre an der Freien Universität Berlin studierte. 1977 legte er die Diplomprüfung in Mathematik ab.
Er war von 1977 bis 1983 an der Freien Universität und der Technischen Universität Berlin als Lehrbeauftragter und wissenschaftlicher Mitarbeiter tätig. 1982 promovierte er mit einer Arbeit mit dem Titel Kostenpläne adaptiver Stichprobenpläne.
Von 1983 bis 1987 war Reimann als Referent im Grundsatzreferat für Versicherungsmathematik und sozialrechtliche Fragen bei der damaligen Bundesversicherungsanstalt für Angestellte (BfA) tätig. 1992 übernahm er bei der BfA die Leitung dieses Grundsatzreferates, ab 1992 war er Leiter der Abteilung Rehabilitation (Abt. 80) der BfA. Er wechselte 1999 zum Verband Deutscher Rentenversicherungsträger (VDR) und war dort bis zum September 2005 stellvertretender Geschäftsführer.
Mit der Organisationsreform der Gesetzlichen Rentenversicherung in Deutschland und der Fusion von BfA und VDR zur Deutschen Rentenversicherung Bund am 1. Oktober 2005 wurde Reimann Mitglied des dreiköpfigen Direktoriums des Rentenversicherungsträgers. Am 1. April 2014 folgte er Herbert Rische im Amt des Präsidenten der DRV Bund nach. Zum 1. Januar 2017 übernahm Gundula Roßbach dieses Amt als Präsidentin, da Reimann altersbedingt in den Ruhestand trat.